# Cronologia di Glasgow
La cronologia di Glasgow è una versione della cronologia dell'Antico Egitto. Fu formulata tra gli anni 1978 e 1982 da un gruppo di persone che stava seguendo la conferenza di Glasgow della Society for Interdisciplinary Studies (SIS, un'organizzazione no-profit che sostiene una seria analisi accademica delle opere di Immanuil Velikovskij e di altri catastrofisti).
Questa cronologia posiziona la XVIII dinastia egizia circa 500 anni prima della cronologia egizia convenzionale.

## Formazione della cronologia
La cronologia di Glasgow fu inizialmente presentata in una conferenza SIS, tenutasi nel 1978 a Glasgow ed intitolata "Ages in Chaos?". Alcuni dubbi furono sollevati quasi immediatamente, ed a partire dagli anni ottanta fu abbandonata anche da chi la propose, a favore di altre cronologie.
La cronologia di Glasgow accettava tutte le identificazioni dei personaggi proposte da Velikovsky in Ages in Chaos (1952). Quindi Hatshepsut, che visitò la Terra Divina, fu identificata con la Regina di Saba, che fece visita a Salomone a Gerusalemme, mentre Thutmose III, che seguì Hatshepsut, fu identificato con Shishaq, che saccheggiò il tempio di Gerusalemme dopo la morte di Salomone. Velikovsky quindi anticipò l'epoca della XVIII dinastia di 500 anni. Nella sua successiva opera Ramses II and his Time (1978), anticipò la XIX dinastia di 700 anni, creando quindi una sovrapposizione di 200 anni tra XVIII e XIX dinastia. Nonostante l'obiettivo della cronologia di Glasgow di anticipare la XIX dinastia di 500 anni permettendogli di seguire regolarmente la XVIII, il tutto era storicamente insostenibile.